# Kenny Cunningham (Fußballspieler, 1985)
Kenny Martin Cunningham Brown (* 7. Juni 1985 in Puerto Limón) ist ein ehemaliger costa-ricanischer Fußballspieler.

## Karriere
Cunningham begann seine Karriere bei AD Municipal Pérez Zeledón und spielte unter anderem auch bei AD Carmelita, LD Alajuelense und CS Herediano. 2009 wechselte er zu AD San Carlos. Für dem Verein bestritt er 67 Erstligaspiele und schoss dabei 16 Tore. 2012 unterschrieb er einen Vertrag beim japanischen Zweitligisten Gainare Tottori. 2013 wechselte er zum bolivianischen Erstligisten Club The Strongest. Im Sommer 2013 wechselte er zum neuseeländischen Wellington Phoenix. Für Wellington bestritt er 40 Erstligaspiele und schoss dabei 11 Tore. 2015 kehrte er nach Costa Rica zurück. Hier spielte er bis 2018 für CS Herediano, AD San Carlos, CS Uruguay de Coronado und Santos de Guápiles. 2018 unterschrieb er einen Vertrag beim guatemaltekischen Erstligisten CD Malacateco. Danach spielte er beim costa-ricanischen AD Municipal Pérez Zeledón, Limón FC und Santos de Guápiles.